# Собор Святого Мартина (Лукка)
Кафедральный собор Святого Мартина (Сан-Мартино; итал. Duomo di Lucca, Cattedrale di San Martino) — римско-католический храм, освящённый во имя Мартина Турского, с кафедрой архиепископа Лукки, в итальянском городе Лукка (Тоскана). Заложен ещё в VI веке, свой нынешний вид приобрёл в XI веке: возводился с 1063 года под руководством епископа Ансельмо да Баджио (будущий папа Александр II). В соборе архив исторического значения и много произведений искусства: работы Джамболоньи, Фра Бартоломео, Тинторетто, Доменико Гирландайо, Маттео Чивитали, Джованни Баттиста Паджи, Алессандро Аллори и других художников.
Собор расположен почти в самом центре города Лукки на площади Сан-Мартино, и вместе с церковью Санти-Джованни-э-Репарата образует архитектурный ансамбль. Традиционно строительство первого храма, посвящённого святому Мартину, связывают с местным епископом VI века Фридианом (ему посвящена городская базилика Сан-Фредиано).
Строение было освящено в 1070 году. В XIII веке собор сильно перестраивали, интерьер реконструирован в XIV—XV веках. Он имеет длину 84 м, ширину 27 м и высоту 27,50 м.

## Лабиринт

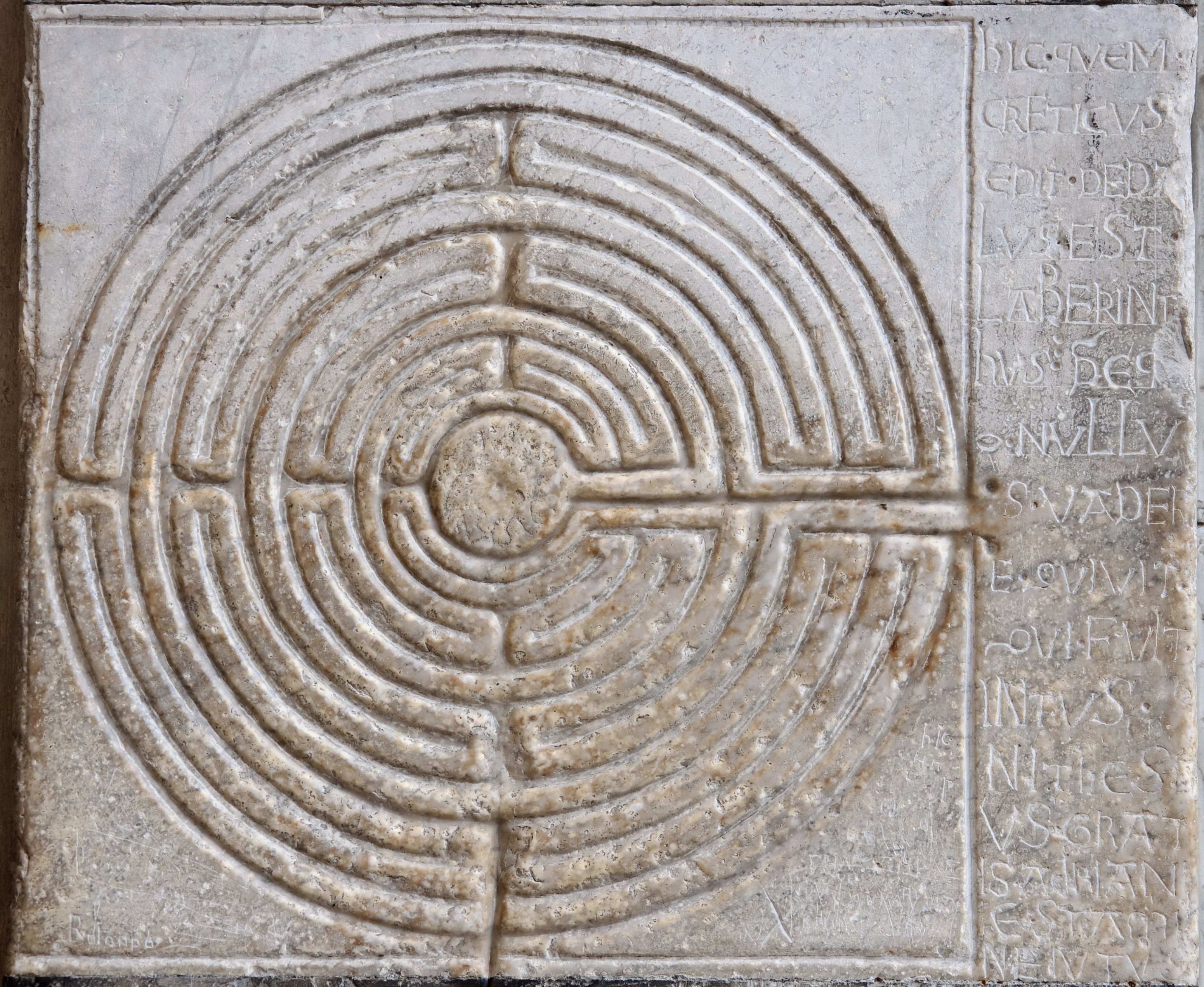
Лабиринт на одном из столбов у входа в собор

Соборный лабиринт — самый небольшой из существующих в храмах — выбит на камне одного из столбов при входе; латинская надпись гласит, что это «тот самый лабиринт, устроенный Дедалом-Критянином, и откуда никому, проникшему внутрь, не выйти, кроме Тесея, благодаря нити Ариадны» («Hic quem Creticus edit Daedalus est laberinthus de quo nullus vadere quivit qui fuit intus ni Theseus gratis Ariane stamine jutus»).

## Скульптуры Чивитали
Мастером многих произведений собора был местный уроженец, один из лучших скульпторов тосканской школы XV столетия, Маттео Чивитали (1436—1501). Он изваял для собора:

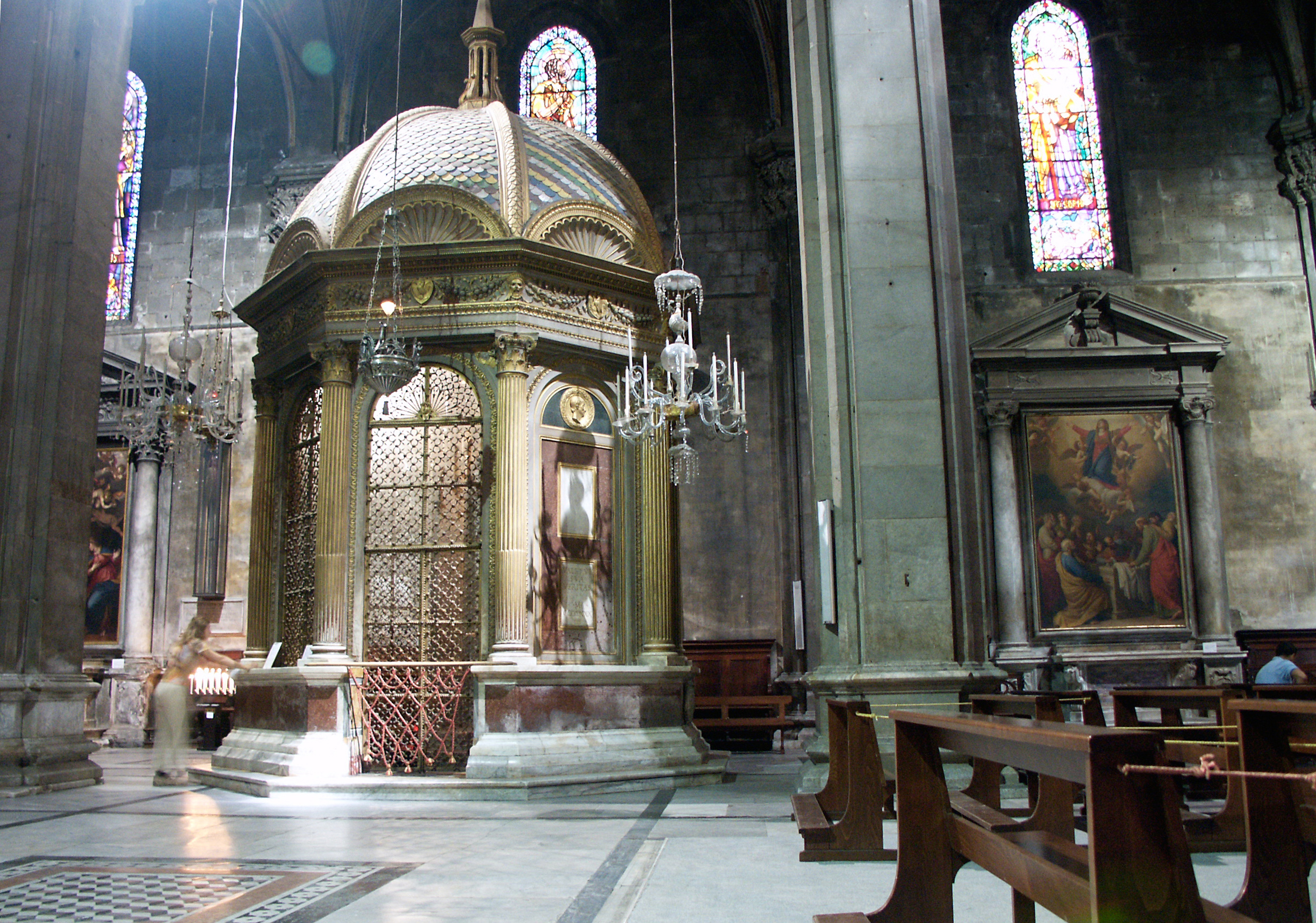
М. Чивитали. Темпьетто Святого Лика (Тempietto del Volto Santo). 1484. Капелла построена для хранения чтимой иконы «Святого Лика Лукки»

- мраморный памятник Пьетро Ночето, одно из великолепнейших в своём роде созданий ранней эпохи Возрождения, так называемый «Темпьетто» (Tempietto; букв. «храмик»);
- ковчег для хранения «Volto Santo» (старинного кипарисного распятия, считающегося чудотворным);
- грациозная статуя св. Себастиана;
- кафедра, обильно орнаментированная рельефами;
- рельефный портрет графа Доменико Бертини;
- две фигуры молящихся коленопреклоненных ангелов в одеждах в капелле Святых Таинств;
- алтарь св. Регула, считающийся шедевром мастера.

## Граффити
На архитектурной детали из мрамора вторичного использования в соборе св. Мартина выявлены граффити, написанные кириллицей. Их оставили в XII — начале XIII века выходцы из Руси, среди которых были дьякон из Мурома и Лазорь Яршевич из Ростиславля.